# آنجاهامبه
آنجاهامبه (به لاتین: Anjahambe) یک منطقهٔ مسکونی در ماداگاسکار است که در واواتنینا واقع شده‌است. آنجاهامبه ۱۲٬۰۰۰ نفر جمعیت دارد و ۱۷۶ متر بالاتر از سطح دریا واقع شده‌است.